# Ewanjelík
Ewanjelík (lapcímének magyar fordítása Evangélikus) szlovák nyelven megjelenő egyházi és pedagógiai lap volt a Magyar Királyságban. 1862 és 1865 között adták ki Pozsonyban. Havonta három alkalommal jelent meg.